# Egyptisk bolmört
Hyoscyamus muticus är en potatisväxtart som beskrevs av Carl von Linné. Hyoscyamus muticus ingår i släktet bolmörter, och familjen potatisväxter.

## Underarter
Arten delas in i följande underarter:
- H. m. falezlez
- H. m. muticus

## Bildgalleri

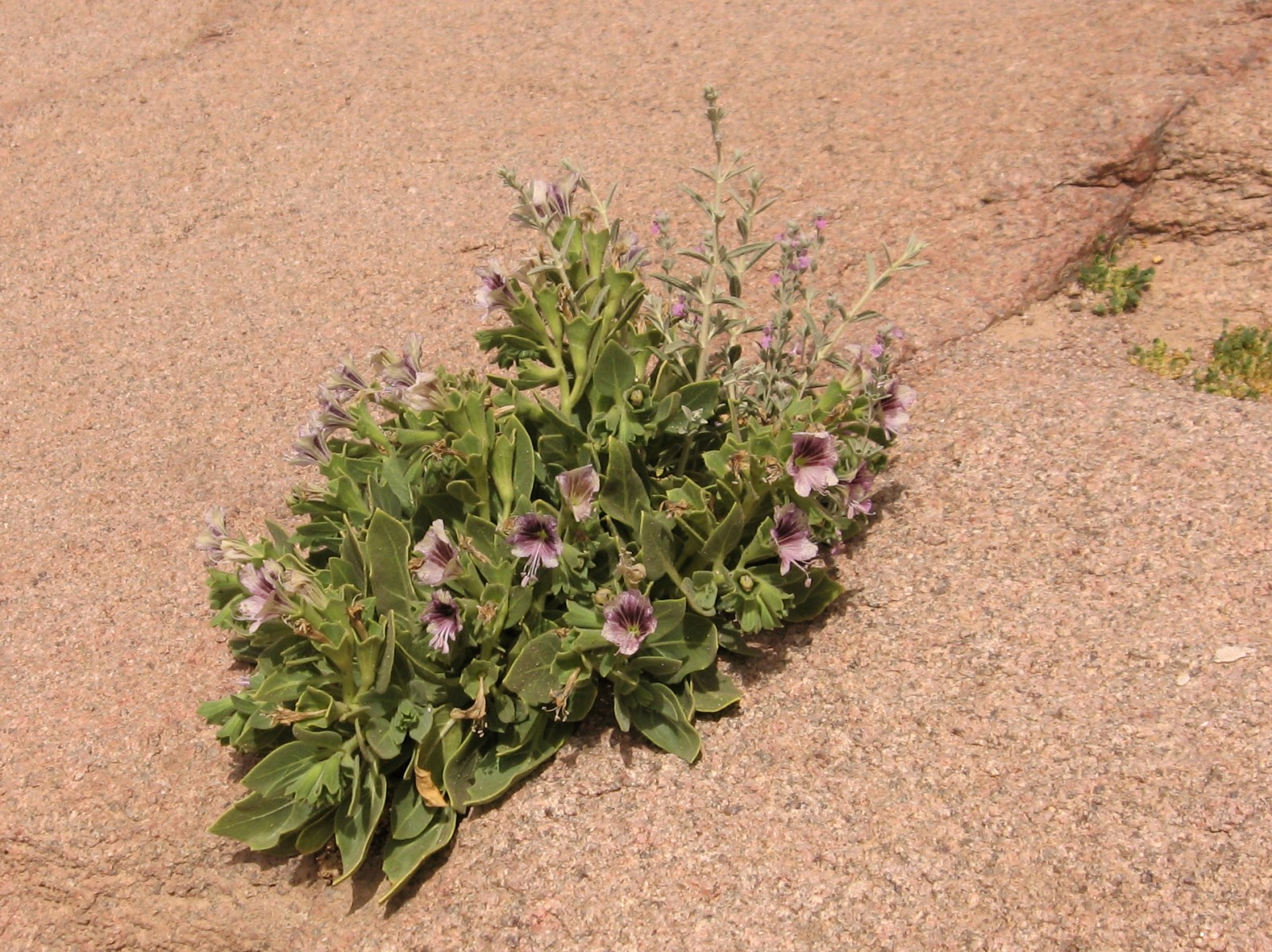
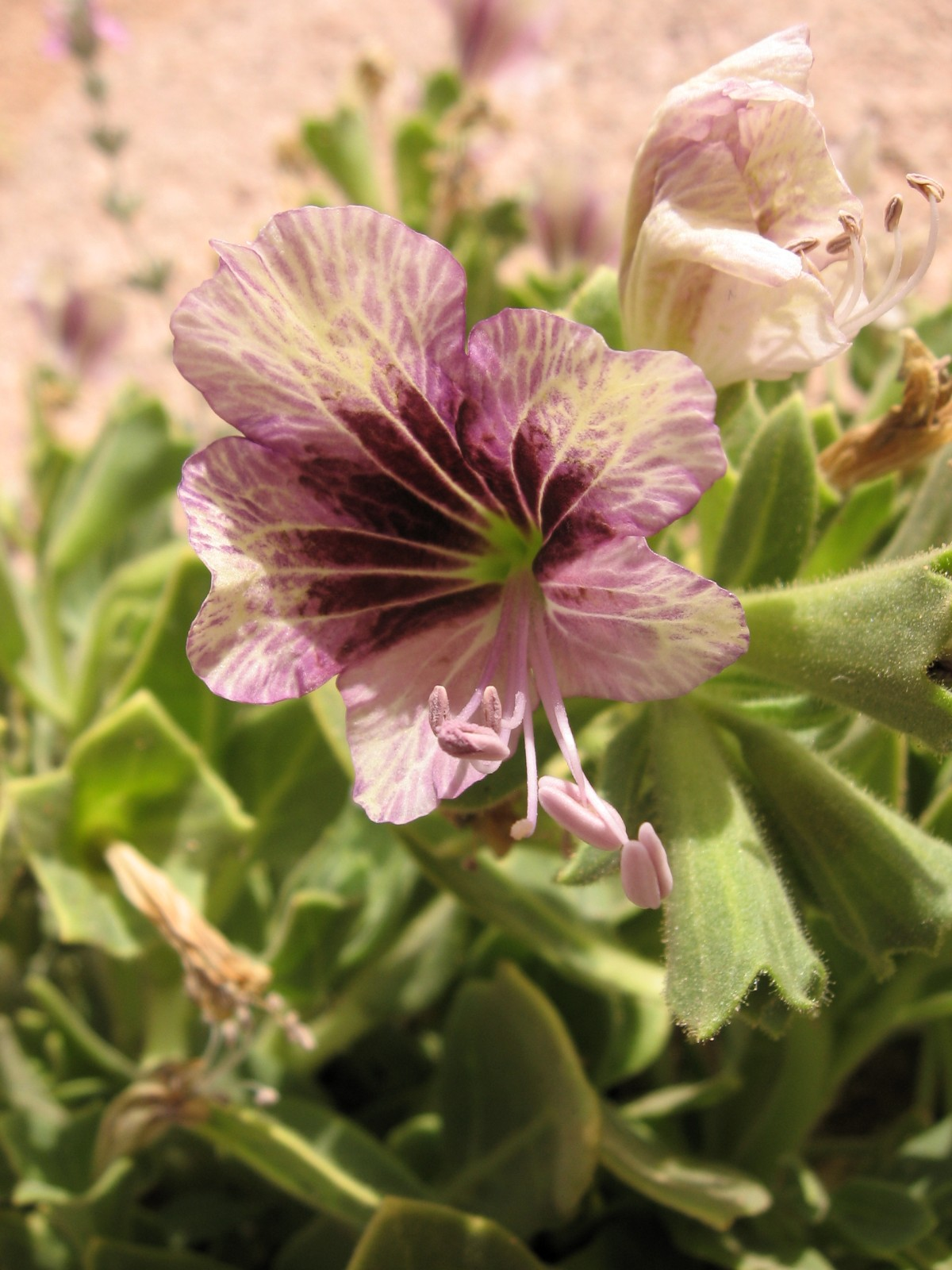
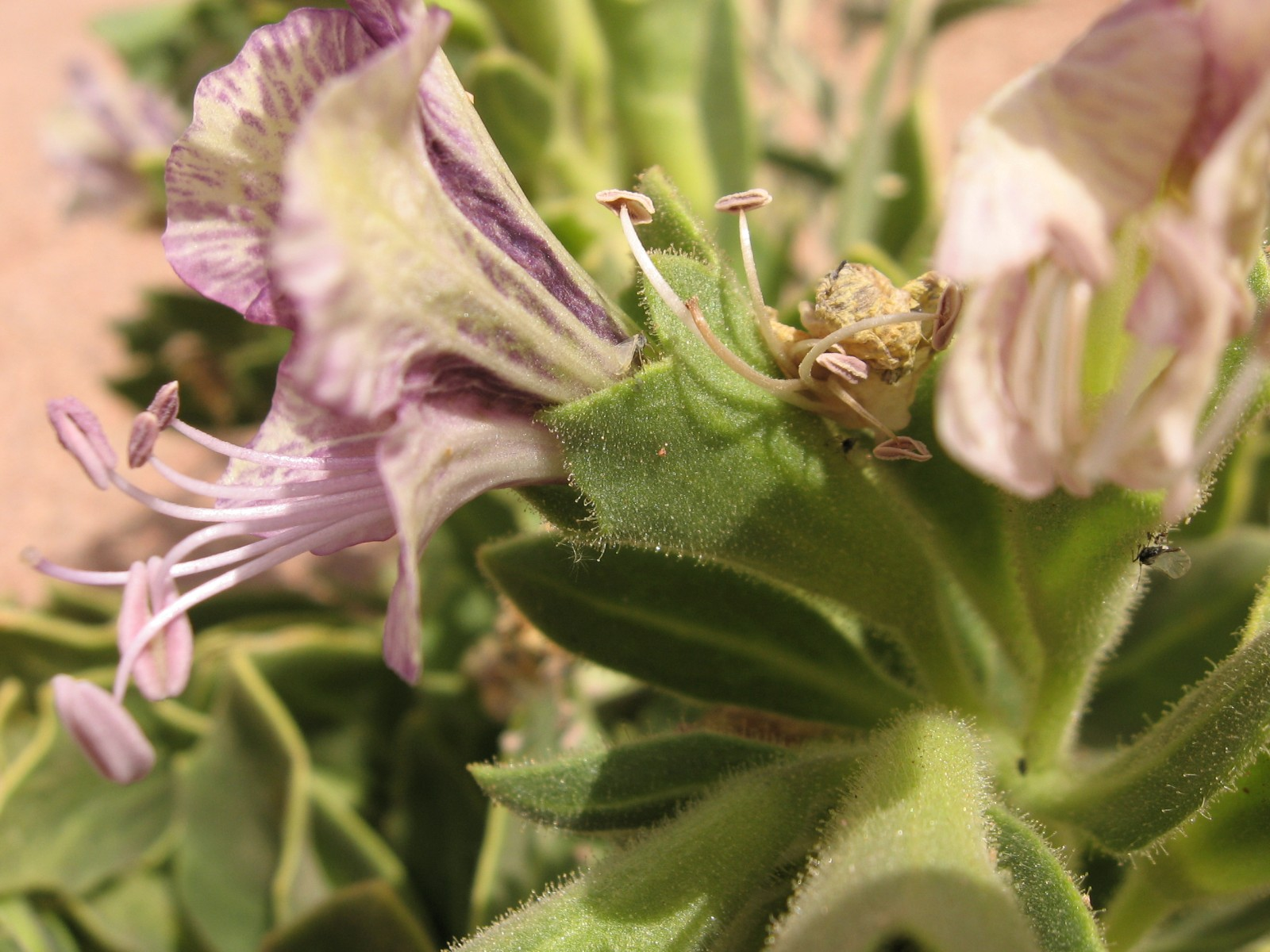
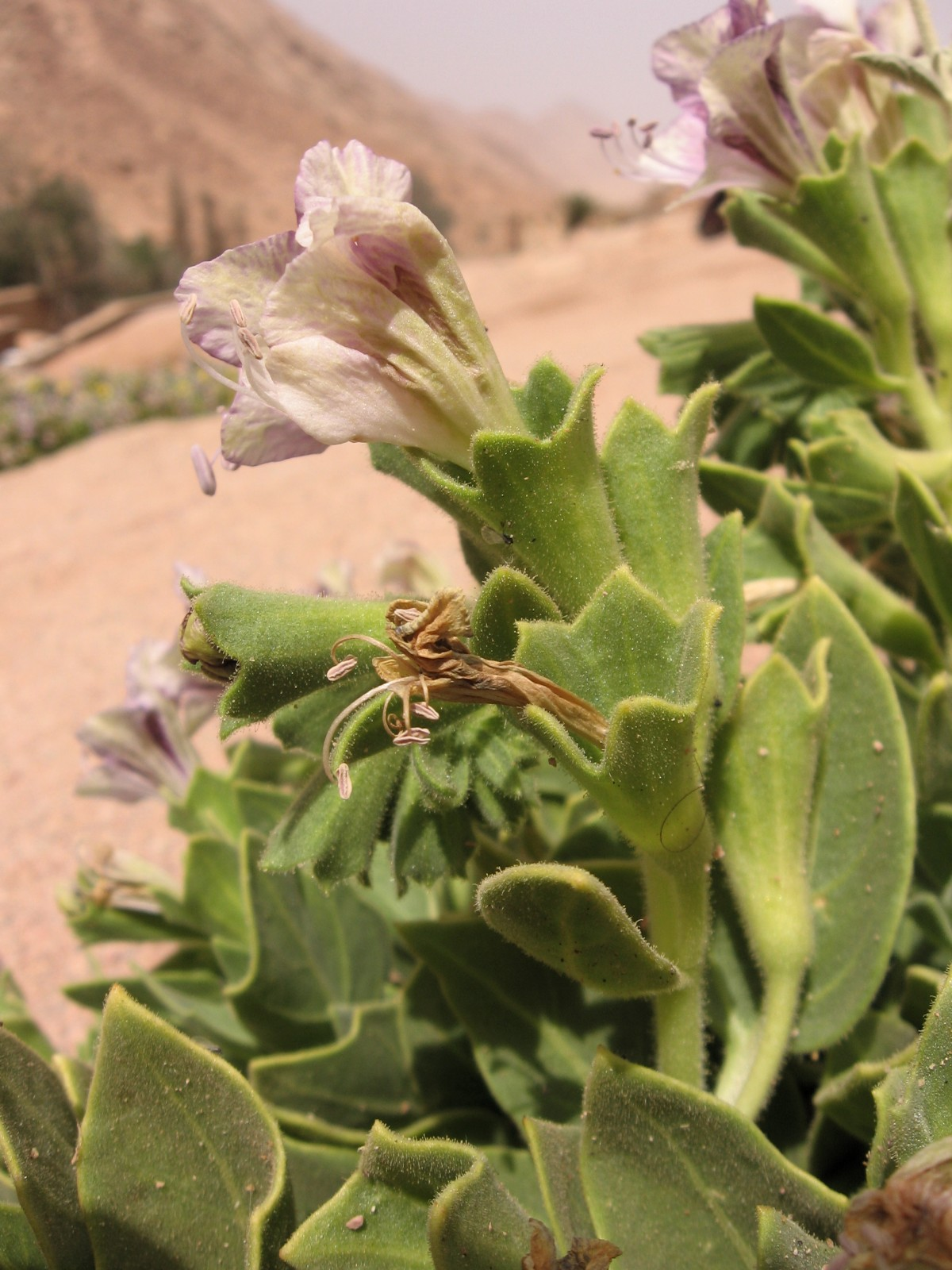